# Hans Arp
Hans Peter Wilhelm Arp, detto Jean (Strasburgo, 16 settembre 1887 – Basilea, 7 giugno 1966), è stato un pittore, scultore e poeta francese, conosciuto come dadaista e pittore astratto.

## Biografia
Nato a Strasburgo da madre alsaziana e padre tedesco, usò per tutta la vita due nomi: quello tedesco di Hans e quello francese di Jean, alternandoli in base alla lingua o alle varie circostanze in cui gli capitava di riferirsi a se stesso.
La sua fama è legata al superamento delle forme tradizionali dell'arte figurativa, e alla scoperta di forme nuove, che vanno dai collages ai papiers déchirés, ai frammenti di materiali vari uniti insieme.

La sua attività si colloca al centro di quella vasta corrente dell'arte moderna che, dal cubismo al surrealismo, si pose come compito non di rappresentare la realtà ma di inventare nuove realtà.
Formatosi alla Ecole des Arts et Métiers di Strasburgo, poi, fra il 1905 e il 1907, alla Großherzoglich-Sächsische Kunstschule di Weimar e infine, dal 1908, all'Académie Julian di Parigi. Pubblicò le sue prime poesie nel 1904 a Parigi. Nel 1911 uscì un suo libro a carattere intimistico (Rune e scritti bizzarri); nel 1912 fu a  Monaco, dove collaborò a Der Blaue Reiter, con Kandinskij e partecipò alla seconda esposizione del movimento e due anni dopo entrò in contatto con l'avanguardia parigina.

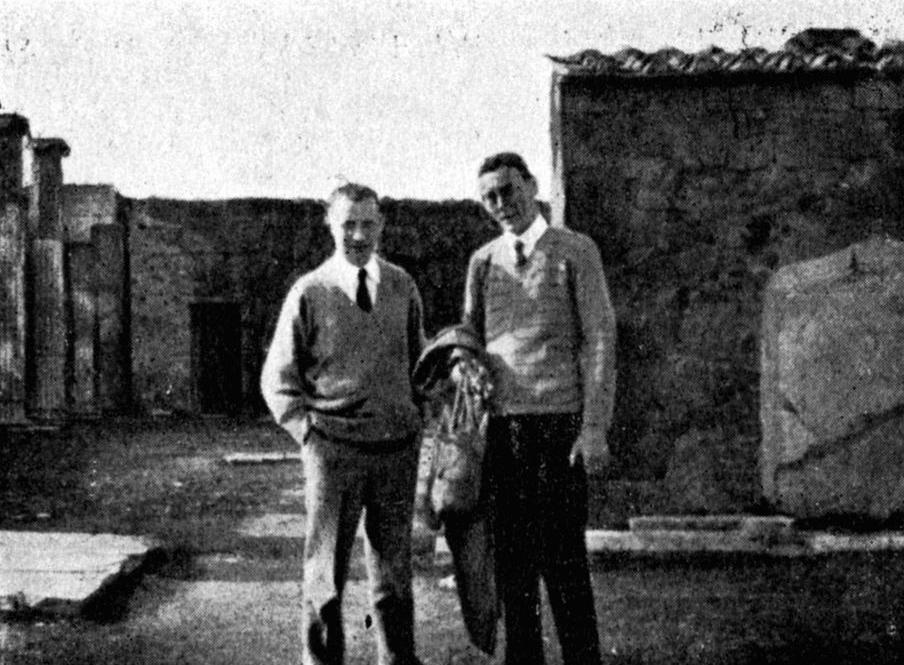
Hans Arp con Hugo Ball a Pompei.

Rifugiatosi in Svizzera per evitare il richiamo alle armi nella prima guerra mondiale, nel 1916 fu fra i fondatori del Dadaismo a Zurigo. Qui incontrò Sophie Taeuber, tessitrice e pittrice, che divenne poi sua moglie; con lei collaborò alla sperimentazione di collages. Il suo metodo di lavoro si rifaceva alle leggi del caso: faceva cadere per esempio pezzetti di carta per poi fissarli nella posizione che avevano assunto a terra. Le sculture del periodo zurighese erano rilievi fatti di pezzi di legno e altri rifiuti, talvolta policromi, messi insieme con chiodi sporgenti. Nel tempo giunse a creare opere dai contorni fluidi e dall'aspetto biomorfo.
La situazione storica in cui il movimento ha origine è la fine della Prima Guerra Mondiale, quando la situazione politica era pessima e i conflitti sociali esasperati; l'inclinazione sovversiva di Dada trova il terreno giusto con un gruppo di intellettuali europei che si rifugia in Svizzera per sfuggire alla guerra. Oltre Arp, facevano parte di questo gruppo Tristan Tzara, Marcel Janco, Richard Huelsenbeck e Hans Richter.
Appartengono a questa fase della sua produzione numerosi collage astratti, xilografie, rilievi in legno monocromo dominati da forme bimorfiche e curvilinee (Ritratto delle ombre Tzara, o Configurazione, 1916, Exposition à l'Ancienne Douanne, Strasburgo; Costellazione di cinque forme bianche e due nere, Variazione III, 1932, Guggenheim Museum, New York; Fleur-marteau, 1916-17, Gemeentemuseum, L'Aia) e delle famose espressioni di decorazione murale, in collaborazione con la moglie e l'olandese Theo van Doesburg. Si può infine notare un intreccio di ironia ed estrema stilizzazione in lavori scultorei come Piccola Venere di Meudon (1957, Exposition à l'Ancienne Douanne, Strasburgo) e L'Idolo dei Conigli (1964, Collezione Stoffel, Heerbrugg).
Tornato in Germania alla fine del conflitto, formò il gruppo dadaista di Colonia con Max Ernst e Johannes Theodor Baargeld. Più tardi, nel 1925, partecipò alla prima esposizione dei surrealisti, alla Galerie Pierre di Parigi. L'anno successivo si trasferì nella cittadina di Meudon. Da allora continuò a perfezionare la ricerca di nuove forme espressive, da quelle puramente plastiche nel campo della scultura all'esplorazione di forme, mezzi e materiali innovativi.
Negli anni trenta ruppe i rapporti con il Surrealismo, nel 1930 partecipò alla mostra del movimento astrattista Cercle et Carré, fondato dal belga Michel Seuphor; quindi nel 1932, partecipò alla fondazione di Abstraction-Création, movimento raccolto intorno alla rivista Transition. Nel 1942 scappò dalla Francia occupata per rifugiarsi nuovamente in Svizzera, a Zurigo; qui nel 1943 morì sua moglie.
Nella primavera del 1944 incontra per la prima volta Karl Schmid a Zurigo, in casa di amici e collezionisti d’arte. All’epoca Arp soffriva per la scomparsa della prima moglie, Sophie Taeuber-Arp, morta un anno prima per un incidente in casa di Max Bill, dove erano entrambi ospiti. In seguito, Max Bill accompagnerà Arp nello studio di Schmid, nel tentativo di aiutare l’amico a superare la depressione attraverso nuovi progetti artistici. Da allora, tra Schmid e Arp si instaura un rapporto di amicizia e collaborazione che durerà per tutta la vita. Schmid preparerà per Arp rilievi in legno, xilografie e il libro d’artista Elemente (Elementi).

Dagli anni trenta Arp decise di dedicarsi prevalentemente alla scultura, sfruttando numerosi generi di materiali e creando forme dai volumi essenziali e dalle superfici levigate. Tra i temi trattati dall'artista sono degni di nota quello erotico e sensuale (Concrétion humaine, 1935, Musée national d'art moderne, Parigi) e quello del recupero della magia attraverso l'arte arcaica (Testa di Folletto, Exposition à l'Ancienne Douanne, Strasburgo; Torso, 1953; Ruota foresta IV, 1961, Collezione Madame Arp, Locarno). 

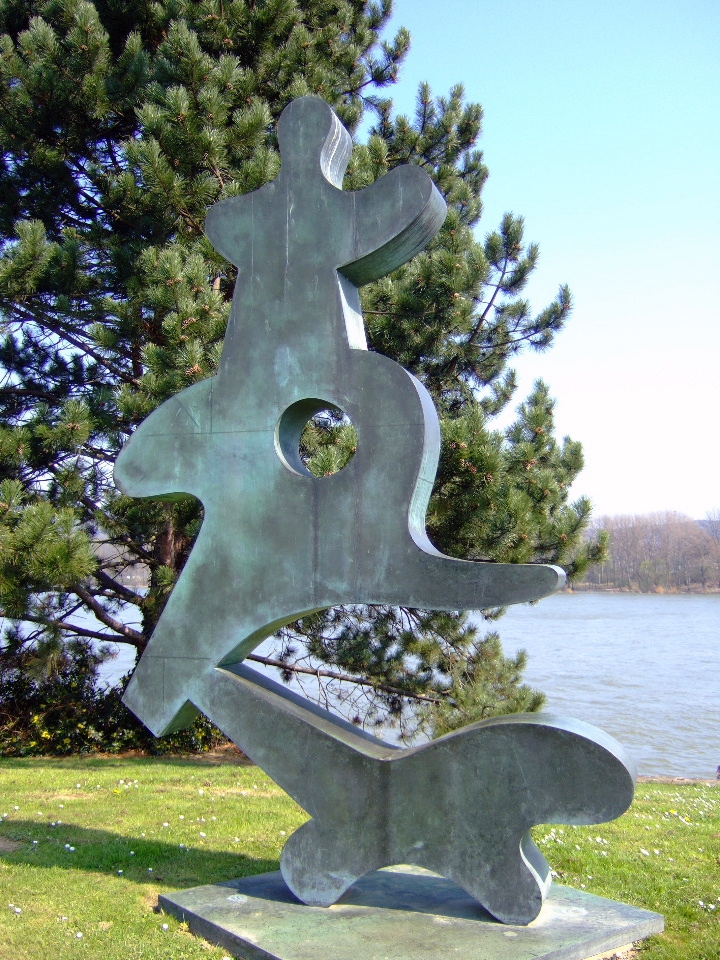
Apparat d'une danse, 1962

Nel dopoguerra Arp ottenne un successo mondiale, sancito dalle due grandi mostre retrospettive di New York (1958) e Parigi (1962).
Nel 1962 partecipò, insieme ai più importanti scultori internazionali dell'epoca, alla mostra Sculture nella città organizzata da Giovanni Carandente nell'ambito del V Festival dei Due Mondi a Spoleto. Presentò un'opera in bronzo del 1962 dal titolo Apparat d'une danse.
La sua produzione terminò con la realizzazione di strutture monumentali per enti pubblici, come per esempio, la Harvard University, nel Massachusetts, 1950.
Jean Arp scrisse anche poesie e saggi sia in tedesco, sia in francese (Loghbuch des traumkapitans, 1965; Soleil recerclè, 1966) che ebbero grande impatto.
Ebbe numerosi riconoscimenti, anche a livello internazionale: vinse il Premio per la scultura alla Biennale di Venezia del 1954. Nel 1958 il MOMA, Museum of Modern Art di New York, gli dedicò un'importante esposizione.
Nel maggio 2006 il Museo Correr di Venezia ha dedicato una mostra al sodalizio artistico e sentimentale di Jean Arp e di sua moglie Sophie Taeuber. Una storia d'amore e di lavoro in 140 opere.

## La poetica del caso
Tutta l'arte di Arp è segnata dalla ricerca, attraverso la spontanea creatività dell'artista, determinata dal caso, di una essenza spirituale della realtà, quale essa è, al di là delle forme concrete in cui solitamente si manifesta; essenza che non riusciamo a cogliere, al di fuori della creazione artistica, perché la nostra percezione è abituata a muoversi soltanto nel mondo delle forme concrete, perdendo la capacità di andare oltre il livello della realtà materiale.
Il Dadaismo rifiuta ogni atteggiamento razionale basandosi solamente sulla casualità, meccanismo utilizzato dai surrealisti, per far emergere l'inconscio umano, e dagli espressionisti astratti, come Jackson Pollock. Nell'artista il dadaismo si trasforma in surrealismo, come conferma lui stesso con la seguente citazione:

## Opere

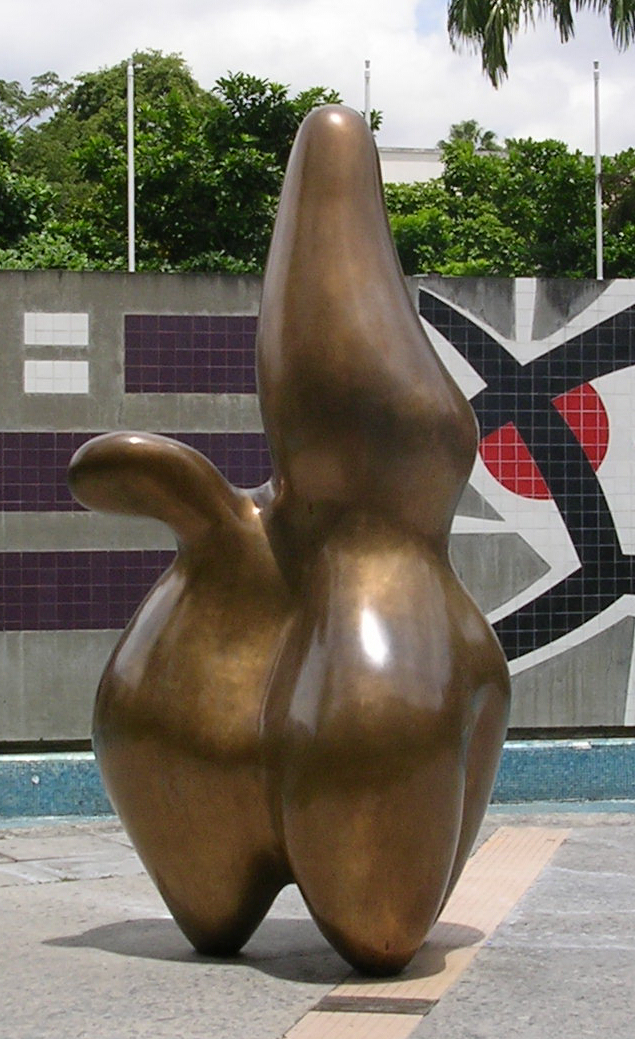
Cloud Shepherd (1953)
Caracas

### Pittura
- Composizione I (1907)
- Bouteille et oiseau (1925) rilievo in legno dipinto

### Scultura
- 1916-30: En Songe, marmo bianco - Collezione privata
- 1917: Die Grablegung der Vögel und Schmetterlinge, rilievo in legno, Kunsthaus Zürich
- 1928: Konfiguration, Öffentliche Kunstsammlung Basel
- 1930: Testa con oggetti fastidiosi, bronzo
- 1930: Torso
- 1930: Frutta mano, legno
- 1931: Amphora, Bemaltes Holzrelief, Kunstsammlung Nordrhein-Westfalen, Düsseldorf
- 1932: Konfiguration, scultura
- 1932: Essere sperduti nei boschi, bronzo
- 1936: Verstümmelt und heimatlos, scultura
- 1942: Scultura di silenzio, Corneille, GAM - Torino
- 1942: Alou with Talons,bronzo, Cà Pesaro, Venezia
- 1950: Evocazione di una forma umana lunare spettrale, bronzo
- 1953: Weiblicher Torso, scultura
- 1953: Berger de nuages, scultura, parco delle sculture del Museo Kröller-Müller in Otterlo
- 1953: Tolomeo, bronzo
- 1955: Face, MASILugano, Lugano
- 1957: Großes Bronzerelief für die UNESCO a Parigi
- 1957: Duo-Relief, MASILugano, Lugano
- 1959: Feuille se reposant, scultura Skulpturenmuseum Glaskasten in Marl
- 1960: Bewegtes Tanzgeschmeide, Arp Museum situato nella Bahnhof Rolandseck, Remagen
- 1960: Seuil-profil
- 1960–1965: Idole des Lapins, gesso, MASILugano, Lugano
- 1961: Wolkenschale, Universitätsbibliothek Bonn
- 1962: Schlüssel des Stundenschlägers, scultura nella Jockel-Fuchs-Platz in Mainz (1974)
- 1962: S'élévant, gesso, MASILugano, Lugano
- 1962: Constellation de sept formes, legno, MASILugano, Lugano
- 1962: Apparat d'une danse, bronzo
- 1964: Poupée Préadamite, bronzo, MASILugano, Lugano.

## Hans Arp nei musei
- Galleria civica d'arte moderna e contemporanea di Torino
- Pinacoteca civica di Savona
- Arp Museum Bahnhof Rolandseck di Remagen